# Большие Гвозды
Большие Гвозды — деревня в Себежском районе Псковской области России. Входит в состав городского поселения Идрица.

## География
Находится на юго-западе региона, в восточной части района, в лесной местности у реки Неведрянка около парной деревни Малые Гвозды.
Уличная сеть не развита.

## История
До 1924 года земли поселения входили в Себежский уезд Витебской губернии.
В 1941—1944 гг. деревня находилась под фашистской оккупацией войсками Гитлеровской Германии.
До 1995 года входила в Идрицкий сельсовет; после его преобразования, согласно Постановлению Псковского областного Собрания депутатов от 26 января 1995 года, в Идрицкую волость.
Законом Псковской области от 28 февраля 2005 года Идрицкая волость была упразднена, а её территория, включая деревню Большие Гвозды, вместе с пгт Идрица составили новосозданное муниципальное образование городское поселение Идрица.

## Население
| 2001 | 2002 | 2010 |
| ---- | ---- | ---- |
| 11   | ↗12  | ↘3   |

### Национальный состав
Согласно результатам переписи 2002 года, в национальной структуре населения русские составляли 100 % от общей численности в 12 чел..

## Инфраструктура
Личное подсобное хозяйство.

## Транспорт
Деревня доступна по просёлочным дорогам.